# Leggadina
A Leggadina az emlősök (Mammalia) osztályának a rágcsálók (Rodentia) rendjébe, ezen belül az egérfélék (Muridae) családjába tartozó nem.

## Rendszerezés
A nembe az alábbi 2 faj tartozik:
- Leggadina forresti Thomas, 1906 – típusfaj
- Leggadina lakedownensis Watts, 1976